# Liste des monarques de Russie
Ceci est la liste des monarques de Russie.

## Princes puis grands-princes de Moscou (1283-1547)

### Maison des Riourikides
| Rang                                                                                  | Portrait | Nom                                                                                | Règne       | Dynastie    | Notes | Armoiries |
| ------------------------------------------------------------------------------------- | -------- | ---------------------------------------------------------------------------------- | ----------- | ----------- | --- | --------- |
| 1                                                                                     |          | Daniel Ier Saint Daniel de Moscou (1261, ? – 4 mars 1303, ?)                       | 1283 – 1303 | Riourikides | Fils cadet d'Alexandre Nevski et de la grande-duchesse Bassa. Premier prince de Moscou, il fut canonisé en 1652. Ses descendants régneront sur la Russie jusqu'en 1598.                                                             |           |
| 2                                                                                     |          | Iouri Ier (1281, ? – 21 novembre 1325, Kolotcha)                                   | 1303 – 1325 | Riourikides | Fils de Daniel Moskovski et d'une certaine Maria. Également grand-prince de Vladimir-Souzdal. |           |
| 3                                                                                     |          | Ivan Ier l'Escarcelle (1288, Moscou – 31 mars 1340, Moscou)                        | 1325 – 1340 | Riourikides | Fils de Daniel Moskovski et d'une certaine Maria. Également grand-prince de Vladimir-Souzdal. |           |
| 4                                                                                     |          | Siméon Ier le Fier ou le Superbe (7 novembre 1316, Moscou – 27 avril 1353, Moscou) | 1340 – 1353 | Riourikides | Fils d'Ivan Ier Kalita et d'une certaine Hélène. Également grand-prince de Vladimir-Souzdal, il devient le premier grand-prince de Moscou dès son accession au trône en 1340.                                                       |           |
| 5                                                                                     |          | Ivan II le Débonnaire (30 mars 1326, Moscou – 13 novembre 1359, Moscou)            | 1353 – 1359 | Riourikides | Fils d'Ivan Ier Kalita et d'une certaine Hélène. Également grand-prince de Vladimir-Souzdal. |           |
| 6                                                                                     |          | Dimitri Ier Donskoï (12 octobre 1350, Moscou – 19 mai 1389, Moscou)                | 1359 – 1389 | Riourikides | Fils d'Ivan II Ivanovitch et de Alexandra Vassilievna Velyaminova. Également grand-prince de Vladimir-Souzdal. |           |
| 7                                                                                     |          | Vassili Ier (30 décembre 1371, Moscou – 27 février 1425, Moscou)                   | 1389 – 1425 | Riourikides | Fils de Dimitri Ier Donskoï et de Eudoxie de Souzdal. Également grand-prince de Vladimir-Souzdal. |           |
| Régence (1425 - 1433) : Sophie de Lituanie.                                           |          |                                                                                    |             |             | |           |
| 8                                                                                     |          | Vassili II l'Aveugle (10 mars 1415, Moscou – 27 mars 1462, Moscou)                 | 1425 – 1462 | Riourikides | Fils de Vassili Ier et de Sophie de Lituanie. Grand-prince de Moscou de 1425 à 1462 dont le règne fut « empoisonné » par la plus importante guerre civile de l'histoire de la Russie médiévale : la guerre de Succession moscovite. |           |
| 9                                                                                     |          | Ivan III le Grand (22 janvier 1440, Moscou – 27 octobre 1505, Moscou)              | 1462 – 1505 | Riourikides | Fils de Vassili II et de Marie de Borovsk. Son règne est important car il marque une étape cruciale de l'unification de l'État russe.                                                                                               |           |
| 10                                                                                    |          | Vassili III le Grand (25 mars 1479, Moscou – 3 décembre 1533, Moscou)              | 1505 – 1533 | Riourikides | Fils d'Ivan III et de sa seconde épouse Sophie Paléologue. |           |
| Régence (1533 - 1547) : Héléna Glinska (1533-1538) et Conseil de Boyards (1538-1547). |          |                                                                                    |             |             | |           |
| 11                                                                                    |          | Ivan IV le Terrible (25 août 1530, Kolomenskoïe – 18 mars 1584, Moscou)            | 1533 – 1547 | Riourikides | Fils de Vassili III et de sa seconde épouse Héléna Glinska. Il devient le premier souverain russe à porter le titre de « Tsar de toutes les Russies » en 1547 à l'âge de 17 ans.                                                    |           |

## Tsars de Russie(1547-1721)

### Maison des Riourikides
| Rang                                    | Portrait | Nom                                                                     | Règne       | Dynastie    | Notes | Armoiries |
| --------------------------------------- | -------- | ----------------------------------------------------------------------- | ----------- | ----------- | --- | --------- |
| 1                                       |          | Ivan IV le Terrible (25 août 1530, Kolomenskoïe – 18 mars 1584, Moscou) | 1547 – 1584 | Riourikides | Il devient le premier souverain russe à porter le titre de « Tsar de toutes les Russies » en 1547 à l'âge de 17 ans. En 1575, il cède le pouvoir pour une année à Simeon Bekboulatovitch, qui règne en tant que grand-prince de toutes les Russie. |           |
| Régence (1584 - 1598) : Boris Godounov. |          |                                                                         |             |             | |           |
| 2                                       |          | Fédor Ier (31 mai 1557, Moscou – 17 janvier 1598, Moscou)               | 1584 – 1598 | Riourikides | Fils d'Ivan IV de Russie et de sa première épouse Anastasia Romanovna Zakharine. N'ayant pas eu d'héritier, il fut le dernier souverain de la dynastie des Riourikides qui s'éteint avec lui en 1598.                                              |           |

### Temps des troubles
| Rang | Portrait | Nom                                                                                               | Règne       | Dynastie | Notes | Armoiries |
| ---- | -------- | ------------------------------------------------------------------------------------------------- | ----------- | -------- | --- | --------- |
| –    |          | Irina Godounova (1557, Moscou – 29 octobre 1603, Moscou)                                          | 1598        | Godounov | Fille de Feodor Ivanovitch Godounov et de Stepanida Ivanovna. Après la mort de son époux, le dernier des Riourikides, Fédor Ier, elle assure le pouvoir pendant un mois jusqu'à l'élection de son frère Boris Godounov dont elle favorisa l'ascension. |           |
| 3    |          | Boris Godounov (1551, Viazma – 13 avril 1605, Moscou)                                             | 1598 – 1605 | Godounov | Fils de Feodor Ivanovitch Godounov et de Stepanida Ivanovna. Après la mort mystérieuse de l'héritier Dimitri Ivanovitch à Ouglitch en 1591 et le décès de son beau-frère le tsar régnant Fédor Ier en 1598, il parvient à se faire élire tsar. Cette élection contestée marque le début du Temps des troubles. Il parvient néanmoins à régner jusqu'à sa mort subite en 1605. |           |
| 4    |          | Fédor II (1589, Moscou – 20 juin 1605, Moscou)                                                    | 1605        | Godounov | Fils de Boris Godounov et de Maria Malyouta-Skouratov, il fut assassiné au bout d'un mois de règne en même temps que sa mère Maria. |           |
| 5    |          | Dimitri II l'Usurpateur (1582, ? – 17 mai 1606, Moscou)                                           | 1605 – 1606 | Otrepiev | Usurpateur, il monte sur le trône en 1605 en se faisant passer pour Dimitri Ivanovitch, fils d'Ivan IV de Russie, mystérieusement mort à Ouglitch en 1591. On l’appelle aussi le Premier Faux Dimitri. Fortement contesté, il meurt assassiné par des boyards un an plus tard.                                                                                                |           |
| 6    |          | Vassili IV (22 septembre 1552, Nijni Novgorod – 12 septembre 1612, Gostynin)                      | 1606 – 1610 | Chouiski | Fils d'Ivan Andreïevitch Chouiski et de Marfa Feodorovna. De la famille Chouiski, branche de la dynastie des Riourikides, il devient tsar depuis l'assassinat du Faux Dimitri en 1606 jusqu'à sa destitution en 1610 par les Moscovites. Il meurt en Pologne peu de temps après.                                                                                              |           |
| 7    |          | Ladislas IV Roi de Pologne et Grand-Duc de Lituanie (9 juin 1595, Cracovie – 20 mai 1648, Merecz) | 1610 – 1613 | Vasa     | Fils de Sigismond III de Pologne et d'Anne d'Autriche. Élu tsar en 1610 par un conseil de boyards. Les Polonais sont chassés de Moscou en 1612 par un soulèvement provoqué par Kouzma Minine et Dmitri Pojarski. L'année suivante, les boyards élisent un nouveau tsar, Michel Romanov.                                                                                       |           |

### Maison Romanov
| Rang                                      | Portrait | Nom                                                                              | Règne       | Dynastie | Notes | Armoiries |
| ----------------------------------------- | -------- | -------------------------------------------------------------------------------- | ----------- | -------- | --- | --------- |
| 7                                         |          | Michel Ier (21 juin 1596, Moscou – 23 juillet 1645, Moscou)                      | 1613 – 1645 | Romanov  | Fils de Fédor Romanov et de Ksenia Chestova. Élu tsar en 1613 par le Zemski sobor, il est le fondateur de la dynastie des Romanov qui régnera en Russie jusqu'en 1917.                                                 |           |
| 8                                         |          | Alexis Ier le Tsar Très Paisible (19 mars 1629, Moscou – 8 février 1676, Moscou) | 1645 – 1676 | Romanov  | Fils de Michel Ier de Russie et d'Eudoxie Strechnieva. |           |
| 9                                         |          | Fédor III (9 juin 1661, Moscou – 7 mai 1682, Moscou)                             | 1676 – 1682 | Romanov  | Fils d'Alexis Ier de Russie et de Maria Miloslavskaïa. |           |
| Régence (1682 - 1689) : Sophie de Russie. |          |                                                                                  |             |          | |           |
| 10                                        |          | Ivan V (6 septembre 1666, Moscou – 8 février 1696, Moscou)                       | 1682 – 1696 | Romanov  | Fils d'Alexis Ier de Russie et de Maria Miloslavskaïa. Il règne conjointement avec Pierre Ier de Russie de 1682 jusqu'à sa mort en 1696.                                                                               |           |
| 11                                        |          | Pierre Ier le Grand (9 juin 1672, Moscou – 8 février 1725, Saint-Pétersbourg)    | 1682 – 1721 | Romanov  | Fils d'Alexis Ier de Russie et de Natalia Narychkina. Il règne conjointement avec son frère Ivan V de Russie jusqu'à la mort de celui-ci en 1696 puis il gouverne seul le tsarat jusqu'en 1721 où il devient empereur. |           |

## Empereurs de Russie(1721-1917)

### Maison Romanov
| Rang                                                                                  | Portrait | Nom | Règne           | Dynastie                 | Notes | Armoiries |
| ------------------------------------------------------------------------------------- | -------- | --- | --------------- | ------------------------ | --- | --------- |
| 1                                                                                     |          | Pierre Ier de Russie le Grand (9 juin 1672, Moscou – 8 février 1725, Saint-Pétersbourg)                       | 1721 – 1725     | Romanov                  | Tsar dès 1682, il devient le premier empereur de l'Empire russe de 1721 à sa mort en 1725. |           |
| 2                                                                                     |          | Catherine Ire (15 avril 1684, Livonie – 17 mai 1727, Saint-Pétersbourg)                                       | 1725 – 1727     | Romanov                  | Seconde épouse de Pierre Ier de Russie. |           |
| 3                                                                                     |          | Pierre II (23 octobre 1715, Saint-Pétersbourg – 30 janvier 1730, Moscou)                                      | 1727 – 1730     | Romanov                  | Fils d'Alexis Petrovitch de Russie et de Charlotte-Christine de Brunswick-Wolfenbüttel, petit-fils de Pierre Ier de Russie. |           |
| 4                                                                                     |          | Anne Ire (7 février 1693, Moscou – 28 octobre 1740, Saint-Pétersbourg)                                        | 1730 – 1740     | Romanov                  | Quatrième fille du tsar Ivan V de Russie et de Prascovia Saltykova, nièce de Pierre Ier de Russie. |           |
| Régence (1740 - 1741) : Ernst Johann von Biron et Élisabeth de Mecklembourg-Schwerin. |          | |                 |                          | |           |
| 5                                                                                     |          | Ivan VI (23 août 1740, Saint-Pétersbourg – 16 juillet 1764, Chlisselbourg)                                    | 1740 – 1741     | Brunswick                | Fils d'Anna Leopoldovna de Russie et d'Antoine-Ulrich Brunswick-Wolfenbüttel, arrière petit-fils d'Ivan V de Russie. Sous la régence de sa mère, il est renversé le 6 décembre 1741 et est enfermé dans la forteresse de Chlisselbourg où il meurt assassiné en 1764. |           |
| 6                                                                                     |          | Élisabeth Ire la Clémente (29 décembre 1709, Kolomenskoïe – 5 janvier 1762, Saint-Pétersbourg)                | 1741 – 1762     | Romanov                  | Fille de Pierre Ier de Russie et de Catherine Ire. Dernière représentante de la lignée mâle des Romanov. |           |
| 7                                                                                     |          | Pierre III (21 février 1728, Kiel – 17 juillet 1762, Ropcha)                                                  | 1762            | Holstein-Gottorp-Romanov | Fils de Charles-Frédéric de Holstein-Gottorp et d'Anna Petrovna de Russie, petit-fils de Pierre Ier de Russie. Après six mois de règne, il est renversé par un coup d'État organisé par sa femme la future Catherine II et est assassiné quelques jours plus tard.    |           |
| 8                                                                                     |          | Catherine II la Grande (21 avril 1729, Stettin – 17 novembre 1796, Saint-Pétersbourg)                         | 1762 – 1796     | Ascanie                  | Épouse de Pierre III, elle le renverse pour prendre le pouvoir. |           |
| 9                                                                                     |          | Paul Ier (1er octobre 1754, Saint-Pétersbourg – 23 mars 1801, Saint-Pétersbourg)                              | 1796 - 1801     | Holstein-Gottorp-Romanov | Fils de Pierre III de Russie et de Catherine II de Russie. Il meurt assassiné en 1801 par un groupe d'officiers russes. |           |
| 10                                                                                    |          | Alexandre Ier (23 décembre 1777, Saint-Pétersbourg – 1er décembre 1825, Taganrog)                             | 1801 – 1825     | Holstein-Gottorp-Romanov | Fils de Paul Ier de Russie et de Sophie-Dorothée de Wurtemberg. Son règne coïncide avec celui de Napoléon Ier. |           |
| 11                                                                                    |          | Nicolas Ier (6 juillet 1796, Gatchina – 2 mars 1855, Saint-Pétersbourg)                                       | 1825 – 1855     | Holstein-Gottorp-Romanov | Fils de Paul Ier de Russie et de Sophie-Dorothée de Wurtemberg. |           |
| 12                                                                                    |          | Alexandre II le Libérateur (29 avril 1818, Moscou – 13 mars 1881, Saint-Pétersbourg)                          | 1855 - 1881     | Holstein-Gottorp-Romanov | Fils de Nicolas Ier de Russie et d'Alexandra Feodorovna de Russie. Il est assassiné le 13 mars 1881 dans un attentat à la bombe organisé par le groupe terroriste Narodnaïa Volia.                                                                                    |           |
| 13                                                                                    |          | Alexandre III (10 mars 1845, Saint-Pétersbourg – 1er novembre 1894, Yalta)                                    | 1881 – 1894     | Holstein-Gottorp-Romanov | Fils d'Alexandre II de Russie et de Marie de Hesse et du Rhin. |           |
| 14                                                                                    |          | Nicolas II le Pacifique ou Saint-tsar Nicolas (18 mai 1868, Tsarskoïe Selo – 17 juillet 1918, Iekaterinbourg) | 1894 - 1917     | Holstein-Gottorp-Romanov | Fils d'Alexandre III et de Dagmar de Danemark. Après la Révolution de Février, il abdique le 15 mars 1917 puis lui et sa famille seront emprisonnés à la villa Ipatiev où ils sont assassinés par les bolcheviks dans la nuit du 16 au 17 juillet 1918.               |           |
| 15                                                                                    |          | Michel II (22 novembre 1878, Saint-Pétersbourg – 12 juin 1918, Perm)                                          | 15-16 mars 1917 | Holstein-Gottorp-Romanov | Fils d'Alexandre III de Russie et de Dagmar de Danemark. Désigné par Nicolas II comme son successeur après son abdication le 15 mars 1917, il abdique à son tour le lendemain le 16 mars. Il est assassiné par les bolcheviks l'année suivante.                       |           |

## Prétendants au trône (depuis 1917)

### Maison Holstein-Gottorp-Romanov
| Portrait                                                | Nom                                                                      | Règne      | Dynastie                 | Notes | Armoiries |
| ------------------------------------------------------- | ------------------------------------------------------------------------ | ---------- | ------------------------ | --- | --------- |
|                                                         | Michel II (22 novembre 1878, Saint-Pétersbourg – 12 juin 1918, Perm)     | 1917 -1918 | Holstein-Gottorp-Romanov | Dans son acte d'abdication, le grand-duc ne refusa pas le trône, mais reporta l'exercice de l'autorité sur le gouvernement provisoire, dans l'attente d'un vote démocratique par lequel le peuple russe déciderait de la conservation ou du remplacement de la monarchie. |           |
| Vacance (1918 - 1924) : pas de chef des Romanov défini. |                                                                          |            |                          | |           |
|                                                         | Cyrille Ier (12 octobre 1876, Tsarskoïe Selo – 12 octobre 1938, Neuilly) | 1924 -1938 | Holstein-Gottorp-Romanov | Il fut grand-duc de Russie, membre de la maison de Holstein-Gottorp-Romanov, contre-amiral dans la Marine impériale de Russie. Chef de la maison impériale de Russie de 1924 à 1938.                                                                                      |           |
|                                                         | Vladimir Ier (30 août 1917, Porvoo – 21 avril 1992, Miami)               | 1938 -1992 | Holstein-Gottorp-Romanov | Membre de la maison de Holstein-Gottorp-Romanov. Il est le fils de Kyrill Vladimirovitch et de Victoria-Mélita de Saxe-Cobourg-Gotha. Son décès ouvre une crise dynastique.                                                                                               |           |

### Crise dynastique
| Portrait | Nom                                                                   | Règne       | Dynastie                 | Armoiries |
| -------- | --------------------------------------------------------------------- | ----------- | ------------------------ | --------- |
|          | Nicolas III (13 septembre 1922, Antibes - 15 septembre 2014, Toscane) | 1992 – 2014 | Holstein-Gottorp-Romanov |           |
|          | Dimitri III (17 mai 1926, Antibes - 31 décembre 2016, Copenhague)     | 2014 – 2016 | Holstein-Gottorp-Romanov |           |
|          | André Ier (21 janvier 1923, Londres, 28 novembre 2021, Inverness)     | 2016 – 2021 | Holstein-Gottorp-Romanov |           |
|          | Alexis II (27 avril 1953, San Francisco)                              | 2021 –      | Holstein-Gottorp-Romanov |           |

| Portrait | Nom                                     | Règne              | Dynastie                 | Armoiries |
| -------- | --------------------------------------- | ------------------ | ------------------------ | --------- |
|          | Marie Ire (23 décembre 1953, Madrid – ) | 1992 – Aujourd'hui | Holstein-Gottorp-Romanov |           |